# Sistema de ligas de futebol do Peru
O sistema de ligas de futebol do Peru, também conhecido como pirâmide do futebol peruano, é estruturado em múltiplos níveis hierárquicos. Em linhas gerais, a Federação Peruana de Futebol (em castelhano: Federación Peruana de Fútbol; sigla oficial: FPF) organiza um sistema piramidal estruturado em quatro competições principais:
1. Liga 1 (denominada "Primera División" ou "Liga 1 de Fútbol Profesional" — primeira divisão, profissional);[1]
2. Liga 2 (denominada "Segunda División" ou "Liga 2 de Fútbol Profesional" — segunda divisão, profissional);[2]
3. Liga 3 (denominada "Tercera División" ou "Liga 3 de Fútbol Profesional" — terceira divisão, semiprofissional);[3]
4. Copa do Peru (denominada "Copa Perú" — quarta divisão, amadora).[4]

A Copa do Peru se destaca por seu formato amplo e desafiador, que envolve múltiplas etapas e ligas em sua composição. Trata-se de um torneio de caráter inclusivo, que mobiliza milhares de equipes de todo o país, permitindo que clubes amadores e regionais sonhem com o acesso às divisões profissionais em um único ano de disputa.
Cada uma dessas competições opera com sistemas de acesso e rebaixamento que regulam o movimento entre divisões, promovendo clubes com bom desempenho e rebaixando aqueles com campanhas inferiores.

## Masculino
| Nível | Liga                                  | Clubes | Tipo             | Organização   | Promoção        | Rebaixamento          |
| ----- | ------------------------------------- | ------ | ---------------- | ------------- | --------------- | --------------------- |
| 1     | Liga 1                                | 18     | Profissional     | FPF e LFP     |                 | 2 para a Liga 2       |
| 2     | Liga 2                                | 18     | Profissional     | FPF e LFP     | 2 para a Liga 1 | 2 para a Liga 3       |
| 3     | Liga 3                                | 37     | Semiprofissional | FPF e LFP     | 2 para a Liga 2 | 4 para a Copa do Peru |
| 4     | Copa do Peru                          | 64     | Amador           | FPF e CONAFA  | 4 para a Liga 3 |                       |
| 5     | Ligas Departamentais                  |        | Amador           | CONAFA e LDF  |                 |                       |
| 6     | Ligas Provinciais                     |        | Amador           | CONAFA e LPF  |                 |                       |
| 7     | Primeira Divisão das Ligas Distritais |        | Amador           | CONAFA e LDDF |                 |                       |
| 8     | Segunda Divisão das Ligas Distritais  |        |                  | CONAFA e LDDF |                 |                       |